# Anacroneuria ventana
Anacroneuria ventana är en bäcksländeart som beskrevs av Bill P.Stark 1998. Anacroneuria ventana ingår i släktet Anacroneuria och familjen jättebäcksländor. Inga underarter finns listade i Catalogue of Life.